# Браммит, Ричард Кеннет
Ри́чард Ке́ннет Бра́ммит (англ. Richard Kenneth Brummitt, 22 мая 1937 — 18 сентября 2013) — британский ботаник-систематик, специалист по ботанической номенклатуре и по флоре Центральной Африки.

## Биография
Родился в Ливерпуле, первоначально собирался изучать медицину в Эдинбургском университете, однако в последний момент решил изучать ботанику в Ливерпульском университете. В качестве диссертации доктора философии под руководством Вернона Хейвуда подготовил работу, посвящённую роду Повой (Calystegia), которую защитил в 1963 году.
Работал на Министерство заокеанского развития Великобритании, принимал участие в подготовке монографии Flora Zambesiaca в Африканском отделении Гербария Кью. С 1968 года Браммит был научным сотрудником Гербария Кью.
В 1991 году Браммит был удостоен Медали Кью за вклад в Международный кодекс ботанической номенклатуры и Сводку родов растений Кью. На протяжении 36 лет (с 1975 по 2011) он был секретарём Комитета по сосудистым растениям, участвовал в шести Международный ботанических конгрессах (1975—2005).
Браммит преподавал ботаническую номенклатуру в Эдинбургском и Редингском университетах. Неоднократно путешествовал в Африку, в 1970 году впервые посетил Малави.
С 1968 года Браммит был женат на Хилари Кроуфорд, в 1988 году скончавшейся.
Умер 18 сентября 2013 года после продолжительной болезни.

## Некоторые научные работы
- Brummitt, R. K. Further new names in the genus Calystegia // Kew Bulletin. — 1980. — Vol. 35. — P. 327—334.
- Brummitt, R. K. Taxonomy versus cladonomy, a fundamental controversy in biological systematic // Taxon. — 1997. — Vol. 46. — P. 723—734.
- Brown, J. M., Brummitt, R. K., Spencer, M., Carine, M. A. Disentangling the bindweeds: hybridization and taxonomic diversity in Calystegia R. Br. // Botanical Journal of the Linnaean Society. — 2009. — Vol. 160. — P. 388—401.

## Виды, названные именем Р. Браммита
- Alchemilla brummittii K.M.Purohit & Panigrahi, 1991
- Calystegia brummittii P.P.A.Ferreira & Sim.-Bianch., 2013
- Cyphia brummittii Thulin, 1983
- Tephrosia brummittii Schrire, 1987